# En Improvisation fra Danmark
En Improvisation fra Danmark er en dansk stumfilm fra 1923 med ukendt instruktør.

## Handling
Denne artikel mangler et handlingsreferat. Hjælp os med at skrive det.